# 로베르 키디아바
로베르 키디아바 무테바(프랑스어: Robert Kidiaba Muteba, 1976년 2월 1일 ~ )는 콩고 민주 공화국의 정치인이자 전 프로 축구 선수로 골키퍼로 활약했다. 그는 클럽 경력의 대부분을 TP 마젬베에서 보낸 반면, 국제 수준에서는 콩고 민주 공화국 국가대표팀에서 61번의 국가대표 경기에 출전했다.

## 구단 경력
루붐바시에서 태어난 키디아바는 AS 생뤼크와 TP 마젬베에서 클럽 축구를 했다. TP 마젬베에서 그는 2009년 FIFA 클럽 월드컵과 2010년 FIFA 클럽 월드컵에 출전하여 두 해 동안 총 5번 출전했다. 2010년 그는 마젬베와 함께 결승에 올랐고, 마젬베는 남미와 유럽 이외의 지역에서 클럽 월드컵 결승에 오른 첫 번째 클럽이 되었다.

## 국가대표팀 경력
키디아바는 2002년 콩고 민주 공화국 국가대표팀에서 국제무대에 데뷔했고, FIFA 월드컵 예선 전 11경기에 출전했다. 2014년 12월, 그는 2015년 아프리카 네이션스컵 이후 국제무대에서 은퇴하겠다고 발표했고, 2015년 1월, 그는 그 대회의 23인 선수단에 이름을 올렸고, 2015년 2월, 그는 그가 그 대회 이후에 은퇴하지 않을 수도 있다는 것을 나타냈다.

## 정치 경력
2015년 5월, 키디아바와 팀 동료 장 카수술라는 다가오는 선거에서 민주개발당을 대표할 것이라고 발표했다.
그는 2019년 1월 어퍼 카탕가 주의 의원으로 선출되었다.

## 사생활
그는 결혼해서 아이가 셋 있다.
그는 "뒤에 있는 페널티 에어리어 주위를 두드리는 것"으로 구성된 "범 셔플" 골 축하 행사로 유명하다. 그 움직임은 팬들이 가장 좋아하는 것이다.